# Hertford (Észak-Karolina)
Hertford település az Amerikai Egyesült Államok Észak-Karolina államában, Perquimans megyében, melynek megyeszékhelye is. Lakosainak száma 1934 fő (2020. április 1.).

## Népesség
A település népességének változása:

| 2010 | 2 143 |
| 2020 | 1 934 |